# Klaus Cachay
Klaus Cachay (* 29. Oktober 1946 in Eislingen/Fils) ist ein deutscher Sportwissenschaftler und Hochschullehrer.

## Leben
Nach dem bestandenen Abitur im Jahr 1966 nahm Cachay an der Pädagogischen Hochschule Esslingen ein Studium auf, welches er 1971 mit der ersten Dienstprüfung für das Lehramt an Grund- und Hauptschulen abschloss. Als Handballspieler wurde Cachay 1970 mit Frisch Auf Göppingen deutscher Meister, als Trainer betreute er sechs Jahre die Mannschaft der TG 1848 Donzdorf. Ab 1971 absolvierte er an der Eberhard Karls Universität Tübingen ein zusätzliches Studium in den Fächern Sportwissenschaft, Pädagogik und Soziologie. 1977 schloss er seine Doktorarbeit ab, anschließend war Cachay bis 1978 Wissenschaftlicher Angestellter am Forschungsinstitut für Soziologie der Universität zu Köln und von 1978 bis 1980 Wissenschaftlicher Angestellter am Institut für Sportwissenschaft der Eberhard Karls Universität Tübingen, ehe er dort von 1980 bis 1986 als Hochschulassistent tätig war. In Tübingen wurde er von Ommo Grupe gefördert. 1986 wurde seine Habilitation im Fach Sportwissenschaft, in der er sich mit dem Thema „Sport und Gesellschaft: zur Ausdifferenzierung einer Funktion und ihrer Folgen“ befasste, angenommen.
1987 trat Cachay am Institut für Sportwissenschaft der Uni Tübingen eine Professur an, welche er bis 1991 innehatte. 1992 wechselte er auf eine Professur für Sportwissenschaft an der Universität Bielefeld und wurde dort Leiter des Arbeitsbereichs „Sport und Gesellschaft“. Professor an der Uni Bielefeld war Cachay bis 2015.
Cachay gehörte dem Fachausschuss „Sozial- und Verhaltenswissenschaften“ des Bundesinstituts für Sportwissenschaft (BISp) an. Des Weiteren war er Mitglied im wissenschaftlichen Beirat des Deutschen Sportbundes (DSB) und der Deutschen Sportjugend. Ebenfalls im DSB brachte er sich in die Arbeit des Bundesausschusses „Wissenschaft, Bildung und Gesundheit“ ein, im Landessportverband Baden-Württemberg gehörte er dem Ausschuss „Sport und Umwelt“ an. Cachay gehörte jahrelang dem wissenschaftlichen Beirat des Deutschen Handballbundes an. Er war an der Entwicklung des Jugendzertifikats für Mannschaften der Handball-Bundesliga beteiligt, 2007 wurde er Mitglied des Ausschusses, der über die Vergabe des Zertifikats entscheidet. Im Deutschen Olympischen Sportbund saß er im Ausschuss „Doping in Deutschland“. An der Trainerakademie Köln war er mehr als eineinhalb Jahrzehnte Lehrbeauftragter. Innerhalb der Deutschen Vereinigung für Sportwissenschaft war Cachay Gründungsmitglied der Sektion Sportsoziologie und später deren Sprecher. Zwischen 2011 und 2014 leitete er als Vorsitzender den Fakultätentag Sportwissenschaft, er war Gründungsherausgeber der Zeitschrift „Sport und Gesellschaft“.
Zu seinen Forschungsschwerpunkten zählten Sport und Migration, unter anderem im Handball im Rahmen des Forschungsprojekts „Weltmeister werden mit Euch! Eine Studie zum Problem der Unterrepräsentanz von Migrantinnen und Migranten im Handball“. Weitere Themen waren die Person des Übungsleiters/Trainers, „Sport und soziale Ungleichheit“, Sportvereine, eine sportspezifische Umwelterziehung, Nachwuchsförderung im Spitzensport, Sportsozialisation im Nationalsozialismus, sportsoziologische Theoriebildung, Globalisierungsprozesse im Sport und Soziologie der Sporterziehung.